# Virtsu
Virtsu est un petit bourg de la commune de Hanila du comté de Lääne en Estonie.
Au 31 décembre 2011, il compte 539 habitants.
Le port de Virtsu accueille le ferry vers l'île de Muhu.